# Throb
A Throb Janet Jackson amerikai pop- és R&B-énekesnő hatodik kislemeze ötödik, janet. című albumáról.

## Fogadtatása
A dal csak Hollandiában jelent meg külön kislemezen; máshol csak az Any Time, Any Place kislemezen szerepelt B-oldalként. Videóklip nem készült hozzá. A rádiós játszások alapján felkerült a Billboard Hot 100 Airplay slágerlistára, ahol a kislemez B-oldalas száma, az And On And On is, a Billboard Hot 100-ra azonban egyik sem kerülhetett fel, mert az Egyesült Államokban nem jelentek meg kereskedelmi forgalomban lévő kislemezként.

## Hivatalos remixek, változatok listája
- Morales Badyard Club
- David Morales Legendary Dub Mix
- David Morales Legendary Club Mix

## Változatok[1]
7" kislemez (USA, Hollandia)
Kazetta (Egyesült Királyság)
Mini CD (Japán)
1. Any Time, Any Place (R. Kelly Single Edit)
2. Throb

12" maxi kislemez (USA)
1. Any Time, Any Place (R. Kelly Mix)
2. Any Time, Any Place (Jam & Lewis Remix)
3. Throb (David Morales Legendary Dub Mix)
4. Throb

CD maxi kislemez (Hollandia)
1. Throb
2. Throb (David Morales Legendary Dub Mix)
3. And On, And On
4. Any Time, Any Place (R. Kelly Mix)

CD kislemez (Hollandia)
1. Throb
2. Any Time, Any Place (R. Kelly Mix)

## Helyezések
| Throb (1994)                          | Legmagasabb helyezés |
| ------------------------------------- | -------------------- |
| US Billboard Hot 100 Airplay          | 66                   |
| USA Billboard Hot Dance Club Play     | 2                    |
| And on And On (1994)                  | Legmagasabb helyezés |
| USA Billboard Hot 100 Airplay         | 36                   |
| USA Billboard Hot R&B/Hip-Hop Airplay | 12                   |
| USA Billboard Rhythmic Top 40         | 17                   |
| USA Billboard ARC Weekly Top 40       | 27                   |